# Luzula purpureosplendens
Luzula purpureosplendens — вид трав'янистих рослин з родини ситникові (Juncaceae), ендемік Азорських островів.

## Опис
Багаторічна рослина 25–45(60) см заввишки, зростає пучками, кореневище розгалужене, столони численні. Базальне листя численне, зазвичай 15–22 см довжиною, 3–4.5(6) мм шириною. Стеблове листя 1.5–3.5(8.0) см довжиною. Все листя тонке, краї ±гладкі. Нижні приквітки підняті, 1.2–2.5 см довжиною, значно коротші, ніж суцвіття. Суцвіття складні, ±підняті, зазвичай 4–5 × 3–4 см, щільні. Квіткові листочки вузько-довгасто-ланцетні, голі, ±нерівні, довжиною 4.4–5.0 мм, пурпурово-мідні з напівпрозорим краєм, пізніше стають сірувато-блідо-коричневими; серединне ребро часто біле. Тичинок 6; пиляки 1.6–1.9 мм довжиною. Коробочка субкуляста; сегменти коробочки 1.8–2.0 × ≈1.2 мм у т. ч. носик 0.3–0.5 мм довжиною. Насіння темно-коричневого кольору, довгасто-яйцеподібне, ≈0.9 мм довжиною, шириною 0.7–0.8 мм; придаток нечіткий, довжиною ≈0.1 мм.

## Поширення
Ендемік Азорських островів
Населяє відкриті широколистяні ліси, кущові схили, звалища гірських вершин.